# 로버트 월폴
제1대 오포드 백작 로버트 월폴(Robert Walpole, 1st Earl of Orford, KG, KB, 1676년 8월 26일 ~ 1745년 3월 18일)은 영국의 정치인이다. 영국 정치사에서 책임 내각 정치를 처음 실시한 정치가로 이름이 높다.
케임브리지 대학을 졸업한 후 휘그당에 들어가 1701년 서민원 의원으로 선출되었다. 조지 1세 때 내각의 중심 인물로서 남해 거품 사건 등 어려운 경제 문제들을 잘 처리하였다. 조지 1세는 영어에 능통하지 않고 정치에 관심이 적었던 것을 이유로 월폴에게 제1대장경(총리)의 신분으로 1721년부터 대리청정을 맡게 하다가 여러 권한을 위임하였다. 그 후 20년간 수상으로 있으면서 정당 간의 다툼·종교적인 대립을 없애기 위해 노력하였으나, 에스파냐 왕위 계승 문제로 왕과 다투고 1741년 물러났다. 월폴의 재임 중에 수상직, 내각, 의회 신임 등 현대 책임내각제의 여러 기반이 확립되기 시작하여 사실상 최초의 총리로 여겨진다.

## 생애
잉글랜드 동부의 노퍽주의 젠트리 계급 출신으로 집에서는 휘그당을 지지하였다. 이튼스쿨에서 1696년 대학에 가서 성직자를 목표로 하고 있으나 위의 형이 요절했기 때문에 가산의 상속자로, 휘그당에서 서민원 의원에 당선하여 정계에 진출한다.
1708년 시드니 고돌핀 제1대장경의 내각에 등용되었다가 1712년 부패 혐의로 기소되어 의회에서 쫓겨났다. 곧 6개월 간 런던탑에 수감되어 있었으나 휘그당 의원들은 그를 무고한 희생자로 주장하였고, 1년만에 다시 의원으로 선출받게 된다.
1720년 남해 회사의 주가가 폭락하면서 일어난 남해 거품 사건으로 경제는 혼란에 빠졌고, 스탠호프(Stanhope)와 선더랜드(Sunderland)가 대장경으로서 이끌던 내각은 신뢰를 잃고 여러 부패 혐의로 조사받기에 이르렀다. 이때 내각에 돌아온 월폴은 경제적 혼란을 종식시키면서도 정치계에 과도한 분쟁을 일으키지 않기 위해 관용적 조치를 취하는 정치적 역량을 보였다. 이에 앤 여왕 사후 하노버 왕가의 조지 1세의 신임을 받아 제1대장경에 취임하여, 1721년부터 1742년까지 사실상(de facto)의 총리로서 21년간에 걸친 장기 집권 체제를 운영하며 큰 권력을 발휘하였다.
재직 동안 대 프랑스 유화책, 토지세 완화 정책으로 스튜어트 왕조의 부활을 목표로 하는 자코바이트의 위협을 이용하여 휘그당과 양당 체제를 구축한다. 그러나 1730년대 말부터 있어 온 정치 부패와 소비세 확대, 대 프랑스 평화 정책 등으로 인해 정권이 신뢰를 잃었고, 1741년에 실시된 총선에서 스코틀랜드, 콘월 등에서 패배하여, 여야의 격차가 좁혀졌다. 이에 따라서 당시의 국왕 조지 2세의 만류에도 불구하고 다음해 1742년 제1대장경 직위에서 사임하였고 윌밍턴과 존 카터렛의 내각이 뒤를 잇는다.
그의 재임 이후로 의회 내에서 우세한 세력이 내각을 조직하여 의회에 대해 책임을 갖는다는 의원내각제(책임 내각제)의 기초가 확립되었다. 은퇴 후 1742년에는 초대 오포드 백작 작위를 받았고, 1745년에 사망했다.

## 서훈
- 1725년 바스 훈장 기사장(Knight of the Bath, KB, 작위급 훈장)
- 1726년 가터 훈장
- 1742년 백작작위 서임

## 같이 보기
- 영국의 총리 목록